# John Ashworth Ratcliffe
John Ashworth Ratcliffe (a veces mal transcrito como Radcliffe; apodado por sus íntimos "Jar"; 12 de diciembre de 1902 - 25 de octubre de 1987) fue un radiofísico británico.

## Carrera
Ratcliffe y su grupo de la universidad de Cambridge (en el que también destacó Frank Farmer) realizaron un trabajo pionero sobre la ionosfera con anterioridad a la Segunda Guerra Mundial. Su trabajo junto a Maurice Wilkes ayudó a modelar la propagación de ondas de radio en dicha capa de la atmósfera.
Durante dicho conflicto  fue uno de los muchos radiocientíficos que trabajaron en el Establecimiento de Investigación de Telecomunicaciones, que lidió con el desarrollo y aplicación de la tecnología del radar. Martin Ryle, Bernard Lovell y Antony Hewish fueron sus compañeros en esta última institución y Ryle y Hewish se unieron a su grupo de radiofísica en Cambridge al acabar la guerra. Su interés por la radioastronomía le llevó a medir y estudiar las emisiones de radio provenientes el sol.
Ratcliffe fue elegido miembro de la Sociedad Real en 1951. Presidió el subcomité de Análisis de y Recuperación de Datos (TADREC por sus siglas en inglés), del Comité Nacional Británico para la Investigación Espacial (BNCSR). En 1953 Ratcliffe fue invitado a impartir la Conferencia de Navidad de Institución Real sobre Los Usos de las Ondas de Radio.
De 1960 a 1966 fue director de la Estación de Investigación en Radio & Espacio en Slough. Fue presidente de la Institución de Ingenieros Eléctricos de 1966 a 1967. Ratcliffe fue galardonado con la Medalla de Oro de la Sociedad Astronómica Real en 1976.